# Josef Eduard von Schenk
Josef Eduard von Schenk (seit 1844: Edler von; seit 1879: Freiherr von) (* 5. August 1813 in Olmütz, Mähren; † 26. Juli 1891 in Weikersdorf, Niederösterreich) war ein österreichischer Richter.

## Leben
Schenk war der Sohn des Majors Franz Edler von Schenk († 1864) und römisch-katholischer Konfession. 1857 heiratete er Rosa Kopal. Aus der Ehe gingen zwei Söhne und drei Töchter hervor. Einer der Söhne war Josef Wilhelm von Schenk (1858–1944), der von 1916 bis 1917 österreichischer Justizminister war.
Er studierte Rechtswissenschaften und wurde zum Dr. iur. promoviert. Nach dem Studium wurde er 1836 Konzeptspraktikant, 1844 Aktuar an der Kammerprokuratur in Lemberg und 1846 Leiter der Expositur in Tarnów (Galizien). Ab 1847 arbeitete er als Fiskal-Adjunkt und 1848 auch während der Märzrevolution als Staatsanwalt für Presssachen. Im Jahr 1850 wurde er Landrat in Tarnów. Ab 1855 war er als Richter tätig. Zunächst war er Landesgerichtsrat am Landesgericht Lemberg, ab 1858 Präsident des Kreisgerichts Tarnopol und ab 1862 des Kreisgerichts Stanislau/Stanisławów (beide in Galizien). Im Jahr 1866 wurde er Präsident des Landesgerichts Czernowitz in der Bukowina. Ab 1871 war er Richter am Obersten Gerichtshof mit dem Titel Hofrat. 1872 folgte der Emanuel Heinrich Komers von Lindenbach als Präsident des Oberlandesgerichts Lemberg. Zwischen 1874 und 1887 gehörte er auch dem Staatsgerichtshof an. Im Jahr 1887 trat er in den Ruhestand. Am 18. Januar 1887 wurde er zum Mitglied des Herrenhauses auf Lebenszeit ernannt und gehörte der Mittelpartei an.